# Сезар (кинопремия, 1991)
16-я церемония вручения наград премии «Сезар» (также известной как Ночь Сезара (фр. Nuit des César)) за заслуги в области французского кинематографа за 1990 год состоялась 9 марта 1991 года в театре Елисейских Полей (Париж, Франция). Президентом церемонии стала итальянская актриса Софи Лорен.
Наибольшее количество наград и номинаций (10 наград, из 13 номинаций) получила историческая лента режиссёра Жана-Поля Раппно — «Сирано де Бержерак».

## Список лауреатов и номинантов
Количество наград/номинаций:
- 10/13: «Сирано де Бержерак»
- 1/9: «Никита»
- 0/7: «Муж парикмахерши»
- 0/6: «Уран»
- 3/5: «Скромница»
- 1/5: «Маленький преступник»
- 1/4: «Милу в мае»
- 0/4: «Слава моего отца»
- 0/3: «Тётушка Даниэль» / «Замок моей матери»
- 0/2: «Ласнер» / «Уик-энд на двоих»
- 1/1: «La valise» / «Пустяки» / «Общество мёртвых поэтов»

 • Победители выделены отдельным цветом. 

### Основные категории
| Категории                                       | Лауреаты и номинанты                                                                             | Лауреаты и номинанты                                                     |
| ----------------------------------------------- | ------------------------------------------------------------------------------------------------ | ------------------------------------------------------------------------ |
| Лучший фильм                                    | • Сирано де Бержерак / Cyrano de Bergerac (режиссёр: Жан-Поль Раппно)                            | • Сирано де Бержерак / Cyrano de Bergerac (режиссёр: Жан-Поль Раппно)    |
| Лучший фильм                                    | • Муж парикмахерши / Le Mari de la coiffeuse (режиссёр: Патрис Леконт)                           |                                                                          |
| Лучший фильм                                    | • Маленький преступник / Le Petit Criminel (режиссёр: Жак Дуайон)                                |                                                                          |
| Лучший фильм                                    | • Никита / Nikita (режиссёр: Люк Бессон)                                                         |                                                                          |
| Лучший фильм                                    | • Уран / Uranus (режиссёр: Клод Берри)                                                           |                                                                          |
| Лучшая режиссура                                |                                                                                                  | • Жан-Поль Раппно за фильм «Сирано де Бержерак»                          |
| Лучшая режиссура                                | • Патрис Леконт — «Муж парикмахерши»                                                             |                                                                          |
| Лучшая режиссура                                | • Жак Дуайон (фр.) — «Маленький преступник»                                                      |                                                                          |
| Лучшая режиссура                                | • Люк Бессон — «Никита»                                                                          |                                                                          |
| Лучшая режиссура                                | • Клод Берри — «Уран»                                                                            |                                                                          |
| Лучший актёр                                    |                                                                                                  | • Жерар Депардьё — «Сирано де Бержерак» (за роль Сирано де Бержерака)    |
| Лучший актёр                                    | • Даниэль Отёй — «Ласнер» (фр.) (за роль Пьера-Франсуа Ласнера)                                  |                                                                          |
| Лучший актёр                                    | • Фабрис Лукини — «Скромница» (фр.) (за роль Антуана)                                            |                                                                          |
| Лучший актёр                                    | • Мишель Пикколи — «Милу в мае» (за роль Милу Вьёзака)                                           |                                                                          |
| Лучший актёр                                    | • Жан Рошфор — «Муж парикмахерши» (за роль Антуана)                                              |                                                                          |
| Лучший актёр                                    | • Мишель Серро — «Доктор Петио» (фр.) (за роль д-ра Марселя Петио)                               |                                                                          |
| Лучшая актриса                                  |                                                                                                  | • Анн Парийо — «Никита» (за роль Никиты)                                 |
| Лучшая актриса                                  | • Натали Бай — «Уик-энд на двоих» (фр.) (за роль Камиллы Вальмон)                                |                                                                          |
| Лучшая актриса                                  | • Анн Броше (фр.) — «Сирано де Бержерак» (за роль Роксаны)                                       |                                                                          |
| Лучшая актриса                                  | • Цилла Шелтон (фр.) — «Тётушка Даниэль» (за роль тётушки Даниэль Бийяр)                         |                                                                          |
| Лучшая актриса                                  | • Миу-Миу — «Милу в мае» (за роль Камиллы)                                                       |                                                                          |
| Лучший актёр второго плана                      |                                                                                                  | • Жак Вебер — «Сирано де Бержерак» (за роль графа де Гиша)               |
| Лучший актёр второго плана                      | • Мишель Дюшоссуа — «Милу в мае» (за роль Жоржа)                                                 |                                                                          |
| Лучший актёр второго плана                      | • Мишель Галабрю — «Уран» (за роль Монглы)                                                       |                                                                          |
| Лучший актёр второго плана                      | • Морис Гаррель — «Скромница» (за роль Жана)                                                     |                                                                          |
| Лучший актёр второго плана                      | • Даниэль Прево (фр.) — «Уран» (за роль Рошара)                                                  |                                                                          |
| Лучшая актриса второго плана                    |                                                                                                  | • Доминик Блан — «Милу в мае» (за роль Клэр)                             |
| Лучшая актриса второго плана                    | • Катрин Жакоб (фр.) — «Тётушка Даниэль» (за роль Катрин Бийяр)                                  |                                                                          |
| Лучшая актриса второго плана                    | • Одетт Лор (фр.) — «Ностальгия по папочке» (за роль Мише)                                       |                                                                          |
| Лучшая актриса второго плана                    | • Даниель Лебрюн (фр.) — «Уран» (за роль мадам Аршамбё)                                          |                                                                          |
| Лучшая актриса второго плана                    | • Тереза Лиотар (фр.) — «Слава моего отца» (фр.) и «Замок моей матери» (фр.) (за роль тёти Розы) |                                                                          |
| Самый многообещающий актёр                      |                                                                                                  | • Жеральд Томассен (фр.) — «Маленький преступник»                        |
| Самый многообещающий актёр                      | • Алекс Дека (фр.) — Плевать на смерть (фр.)                                                     |                                                                          |
| Самый многообещающий актёр                      | • Марк Дюре (фр.) — «Никита»                                                                     |                                                                          |
| Самый многообещающий актёр                      | • Венсан Перес — «Сирано де Бержерак»                                                            |                                                                          |
| Самый многообещающий актёр                      | • Филипп Юшан (фр.) — «Слава моего отца» и «Замок моей матери»                                   |                                                                          |
| Самая многообещающая актриса                    |                                                                                                  | • Жюдит Анри (фр.) — «Скромница»                                         |
| Самая многообещающая актриса                    | • Клотильда Куро — «Маленький преступник»                                                        |                                                                          |
| Самая многообещающая актриса                    | • Флоранс Дарель (фр.) — «Уран»                                                                  |                                                                          |
| Самая многообещающая актриса                    | • Жюдит Годреш — «Разочарованная» (фр.)                                                          |                                                                          |
| Самая многообещающая актриса                    | • Изабель Нанти — «Тётушка Даниэль»                                                              |                                                                          |
| Лучший оригинальный или адаптированный сценарий | • Жан-Пьер Ронссен (фр.) и Кристиан Венсан (фр.) — «Скромница»                                   | • Жан-Пьер Ронссен (фр.) и Кристиан Венсан (фр.) — «Скромница»           |
| Лучший оригинальный или адаптированный сценарий | • Жан-Клод Каррьер (фр.) и Жан-Поль Раппно — «Сирано де Бержерак»                                |                                                                          |
| Лучший оригинальный или адаптированный сценарий | • Клод Клоц (фр.) и Патрис Леконт — «Муж парикмахерши»                                           |                                                                          |
| Лучший оригинальный или адаптированный сценарий | • Жак Дуайон — «Маленький преступник»                                                            |                                                                          |
| Лучшая музыка к фильму                          | • Жан-Клод Пети — «Сирано де Бержерак»                                                           | • Жан-Клод Пети — «Сирано де Бержерак»                                   |
| Лучшая музыка к фильму                          | • Владимир Косма — «Слава моего отца» и «Замок моей матери»                                      |                                                                          |
| Лучшая музыка к фильму                          | • Эрик Серра — «Никита»                                                                          |                                                                          |
| Лучший монтаж                                   | • Ноэль Буассон (фр.) — «Сирано де Бержерак»                                                     | • Ноэль Буассон (фр.) — «Сирано де Бержерак»                             |
| Лучший монтаж                                   | • Джоэлль Аш (фр.) — «Муж парикмахерши»                                                          |                                                                          |
| Лучший монтаж                                   | • Оливье Моффруа — «Никита»                                                                      |                                                                          |
| Лучшая работа оператора                         |                                                                                                  | • Пьер Ломм — «Сирано де Бержерак»                                       |
| Лучшая работа оператора                         | • Эдуарду Серра — «Муж парикмахерши»                                                             |                                                                          |
| Лучшая работа оператора                         | • Тьерри Арбогаст — «Никита»                                                                     |                                                                          |
| Лучшие декорации                                | • Эцио Фриджерио (итал.) — «Сирано де Бержерак»                                                  | • Эцио Фриджерио (итал.) — «Сирано де Бержерак»                          |
| Лучшие декорации                                | • Иван Мосьон — «Муж парикмахерши»                                                               |                                                                          |
| Лучшие декорации                                | • Дэн Вейл (фр.) — «Никита»                                                                      |                                                                          |
| Лучшие костюмы                                  | • Франка Скуарчапино — «Сирано де Бержерак»                                                      | • Франка Скуарчапино — «Сирано де Бержерак»                              |
| Лучшие костюмы                                  | • Аньес Негре — «Слава моего отца»                                                               |                                                                          |
| Лучшие костюмы                                  | • Ивонн Сассино Де Нель (фр.) — «Ласнер»                                                         |                                                                          |
| Лучший звук                                     | • Пьер Гаме (фр.) и Доминик Эннекен (фр.) — «Сирано де Бержерак»                                 | • Пьер Гаме (фр.) и Доминик Эннекен (фр.) — «Сирано де Бержерак»         |
| Лучший звук                                     | • Мишель Барлье, Пьер Бефве и Жерар Лампс (фр.) — «Никита»                                       |                                                                          |
| Лучший звук                                     | • Пьер-Ален Бесс, Анри Морелль (фр.) и Франсуа Мюсси — «Новая волна»                             |                                                                          |
| Лучший дебютный фильм                           | • Кристиан Венсан — «Скромница»                                                                  | • Кристиан Венсан — «Скромница»                                          |
| Лучший дебютный фильм                           | • Ферид Богхедир (араб.) — «Мальчик на крыше» (араб.)                                            |                                                                          |
| Лучший дебютный фильм                           | • Александр Адабашьян — «Мадо, до востребования»                                                 |                                                                          |
| Лучший дебютный фильм                           | • Брижит Роюан (фр.) — «Ультрамарин» (фр.)                                                       |                                                                          |
| Лучший дебютный фильм                           | • Николь Гарсия — «Уик-энд на двоих»                                                             |                                                                          |
| Лучший короткометражный документальный фильм    | • La valise (режиссёр: Франсуа Амаду)                                                            | • La valise (режиссёр: Франсуа Амаду)                                    |
| Лучший короткометражный документальный фильм    | • Tai ti chan (режиссёр: Чи Ян Вонг)                                                             |                                                                          |
| Лучший короткометражный игровой фильм           | • Пустяки / Foutaises (режиссёр: Жан-Пьер Жёне)                                                  | • Пустяки / Foutaises (режиссёр: Жан-Пьер Жёне)                          |
| Лучший короткометражный игровой фильм           | • Deux pièces/cuisine (режиссёр: Филипп Харель)                                                  |                                                                          |
| Лучший короткометражный игровой фильм           | • Final (режиссёр: Ирэн Жуанне)                                                                  |                                                                          |
| Лучший короткометражный игровой фильм           | • Юлоз / Uhloz (режиссёр: Гай Жак)                                                               |                                                                          |
| Лучший иностранный фильм                        | • Общество мёртвых поэтов / Dead Poets Society (США, режиссёр Питер Уир)                         | • Общество мёртвых поэтов / Dead Poets Society (США, режиссёр Питер Уир) |
| Лучший иностранный фильм                        | • Свяжи меня! / ¡Átame! (Испания, реж. Педро Альмодовар)                                         |                                                                          |
| Лучший иностранный фильм                        | • Славные парни / Goodfellas (США, реж. Мартин Скорсезе)                                         |                                                                          |
| Лучший иностранный фильм                        | • Красотка / Pretty Woman (США, реж. Гарри Маршалл)                                              |                                                                          |
| Лучший иностранный фильм                        | • Такси-блюз (СССР, реж. Павел Лунгин)                                                           |                                                                          |

### Специальные награды
| Награда          | Лауреаты   | Лауреаты        |
| ---------------- | ---------- | --------------- |
| Почётный «Сезар» |            | • Жан-Пьер Омон |
| Почётный «Сезар» | Софи Лорен | • Софи Лорен    |